# (6980) Kyusakamoto
(6980) Kyusakamoto ist ein Asteroid des Hauptgürtels, der am 16. September 1993 von den japanischen Amateurastronomen Kin Endate und Kazurō Watanabe am Kitami-Observatorium (IAU-Code 400) auf Hokkaidō entdeckt wurde.
Der Himmelskörper ist Mitglied der Koronis-Familie, einer Gruppe von Asteroiden, die nach (158) Koronis benannt ist.
Der Asteroid wurde am 5. Oktober 1998 nach dem japanischen Sänger und Schauspieler Kyū Sakamoto (1941–1985) benannt, der 1963 mit dem Lied Sukiyaki den Platz 1 der US-amerikanischen Charts und einen  internationalen Megaseller schuf, der in der Folge  mindestens 150 Mal gecovert wurde.